# Bassin du Congo
Pour les articles homonymes, voir Congo.
Le Bassin du Congo constitue l'un des plus importants massifs de forêt équatoriale continue  qui demeure sur la planète. Cette grande région au centre de l'Afrique se hisse au rang de deuxième forêt plus grande forêt pluviale de la planète terre après l'Amazonie.
Connu comme "le poumon de l'Afrique", le bassin du Congo est le plus grand puits de carbone au monde, absorbant plus de carbone que l'Amazonie. S'étendant sur six pays, sa forêt tropicale assure la sécurité alimentaire et constitue une planche de salut pour des populations autochtones  et locales, ainsi qu'un habitat crucial pour des espèces menacées. La préservation des forêts du Bassin du Congo est généralement jugée vitale non seulement pour l'avenir de l'Afrique, mais aussi pour celui du monde entier et contribue énormément à lutter contre le réchauffement climatique.
Les efforts mondiaux qui visent à  lutter contre le changement climatique et la perte de la biodiversité dépendent grandement de la préservation de cet écosystème riche et luxuriant.

## Terminologie
Parfois, la notion de Bassin du Congo désigne plus précisément la Cuvette congolaise, une vaste dépression située au centre du bassin versant, à cheval sur la république du Congo et la république démocratique du Congo. Le Bassin (versant) du Congo ajoute à cette région les plateaux du sud de la RDC, d'Angola et de Zambie au Sud, ainsi que les montagnes qui bordent la vallée du Rift à l'Est.
En écologie, le Bassin du Congo peut désigner le bassin forestier qui concerne six pays (RDC, république du Congo, République centrafricaine, Cameroun, Guinée-Équatoriale et Gabon) et qui s'étend en partie hors du bassin versant du Congo.
En 2023, du 26 au 28 octobre à Brazzaville capitale de la République du Congo s’est tenu Le sommet des trois grands bassins forestiers tropicaux (Amazonie, Congo et Bornéo-Mékong), environ 3 000 participants, dont 10 chefs d'État africains, ont assisté à l'événement. L'absence de représentants de l'Amazonie et du Bornéo a été notée.
L'objectif principal du sommet était de renforcer la coopération entre les trois bassins, qui abritent 80 % du couvert végétal mondial et environ trois quarts de sa biodiversité, dans la déclaration finale, les participants se sont engagés à élaborer une feuille de route pour une coopération accrue et à créer un cadre commun.
Le président de la RDC, Félix Tshisekedi, a dénoncé la destruction de l'écosystème du parc de Virunga par "un activisme armé" provenant du Rwanda. Les participants ont appelé à des réunions régulières et à une voix unie lors de la prochaine COP28.
Le président congolais Denis Sassou Nguesso a souligné l'importance de définir une gouvernance dans le cadre d'un "nouveau multilatéralisme" pour une alliance mondiale des trois bassins.

## Caractéristiques

### Superficie
Le Bassin du Congo couvre environ 3,7 millions de Km2 (plus que les surfaces de l'Inde et de la France réunies).

### Climat
Le climat du Bassin du Congo se remporte au climat tropical, chaud et humide. Les précipitations varient selon les zones du bassin et sont souvent imprévisibles.

### Espèces présentes
Les espèces animales qu'on peut trouver dans le Bassin du Congo sont : gorille de plaine et de montagne, bonobo, chimpanzé, éléphant de forêt, buffle, bongo, okapi, crocodile, poisson tigre goliath, tortue.
Le bassin du Congo est le deuxième plus grand bassin fluvial du monde, après celui de l'Amazone. Il est contigu à celui du Nil.
Comme le bassin amazonien, il abrite une des forêts tropicales denses les plus riches du monde en biodiversité, et il subit également une  déforestation importante (déforestation nette de 0,16 % par an en 2010).
En 2010, il reste environ 160 millions d’hectares, et l'Afrique centrale abriterait là 10 % de la biodiversité mondiale : les forêts de plaine et alluviales compteraient plus de 10 000 espèces de plantes supérieures (dont 3000 endémiques).
La forêt est l'une des sources principales de devises pour les pays du bassin. Pour contribuer à limiter l'usage de bois illégaux, et faire en sorte qu'une exploitation forestière plus soutenable profite mieux aux populations locales, l'AFD et le FFEM ont un projet appelé ECOFORAF (appui à l'écocertification des concessions forestières en Afrique centrale), par exemple en développant le bois certifié FSC du bassin du Congo.

## Localisation
Le Bassin du Congo s'étend sur six pays: le Cameroun, la République centrafricaine, la République démocratique du Congo, la République du Congo, la Guinée équatoriale et le Gabon.

## Affluents

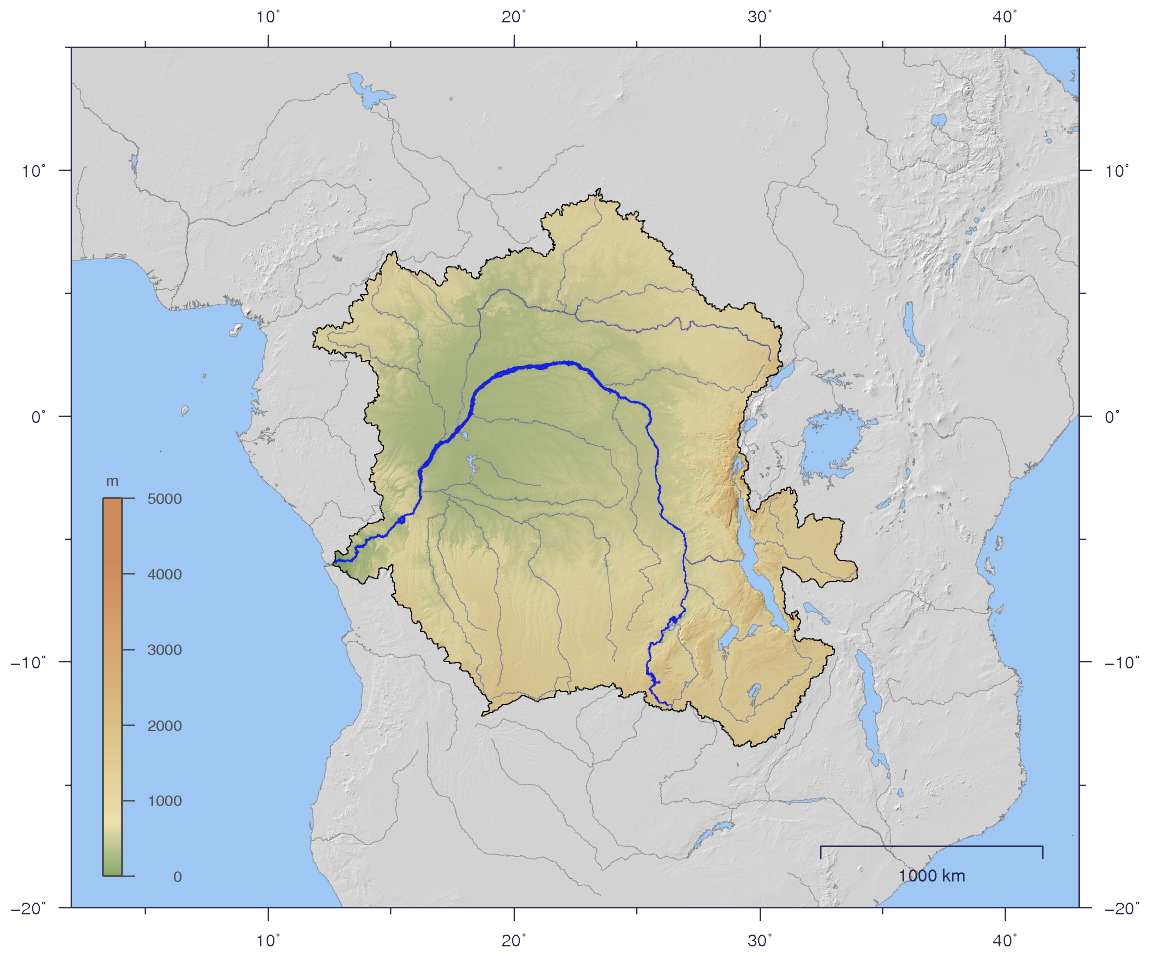
Cours et bassin du Congo, avec indication de la topographie.

Le bassin du Congo comprend les cours d'eau suivants, en partant de l'embouchure du fleuve :
- Congo :
  - Bundi
  - Mpozo
  - Inkisi :
    - Nzadi

  - Gombe
  - Fula
  - Ndjili
  - Nsele
  - Bombo
  - Kasaï :
    - Fimi :
      - Lukenie

    - Kwango :
      - Wamba

    - Sankuru
    - Lulua
    - Tshikapa
    - Lukaya

  - Léfini
  - Nkéni
  - Lokoro
  - Likouala
  - Sangha :
    - Kadeï
    - Ngoko

  - Oubangui :
    - Giri
    - Uele :
      - Mbomou

  - Ruki :
    - Tshuapa :
      - Lomela

    - Momboyo

  - Ikelemba
  - Lulonga :
    - Maringa
    - Lopori

  - Mongala :
    - Ebola
    - Dua

  - Itimbiri
  - Moliba
  - Aruwini :
    - Ituri

  - Lukombe
  - Lomami
  - Tshopo
  - Lowa
  - Elila
  - Luana
  - Lukuga
  - Luvwa :
    - Luapula

  - Lufira
  - Lubudi

## Gestion par chaque pays

### Au Cameroun
Au Cameroun on estime que 2 millions de personnes vivent dans des zones frappées par la sécheresse. Dans la région de l'extrême-Nord, l'insécurité alimentaire, la dégradation des terres et la sécheresse exacerbent  les conflits liés à la raréfaction  des ressources naturelles.
À cause du changement climatique qui est déjà en œuvre et qui aura des conséquences à l'avenir, notamment sur l'économie. En effet, l'économie camerounaise  pourrait perdre jusqu'à 10 % de son PIB d'ici 2050 en raison du changement climatique et la production agricole serait le secteur le plus durement touché, avec un déclin d'environ 13 % d'ici 2050. À cause de cette situation, entre 2001 et 2020, le Cameroun a perdu environ 1,5 million hectares  de forêt.
Au-delà des dommages causés par des inondations qui devraient atteindre 800 millions de dollars chaque année, la pauvreté est appelée à augmenter, à particulier dans les zones rurales et les régions de l'ouest et du Nord.

#### Mesures urgentes prises pour le climat
Afin de lutter contre le changement climatique et la perte de la biodiversité, le Cameroun a mis en place des mesures adéquates, notamment sur : 
1. Infrastructures
- en diversifiant les sources d'énergies et l'amélioration de l'efficacité énergétique;
- en évaluant la vulnérabilité des routes et en finançant leur entretien.

2. Développement de l'agriculture, sécurité alimentaire et affectation des terres
- Améliorer la restauration des terres et la gestion des forêts en associant des populations locales;
- Investir dans des pratiques de culture et d'élevage climato-intelligentes ;

3. Capital humain et inclusion
- Investir dans la santé et l'éducation en tenant compte des enjeux climatiques;
- Renforcer la protection sociale des populations les plus  vulnérables ;

4. Financement
- Adopter des instruments de tarification du carbone afin de faciliter  la réduction  et le captage des émissions.

5. Villes
- Adopter les politiques d'aménagement et de développement urbains durables aux niveaux national, régional et local.

6. Institutions
- Orienter l'attention  politique et les ressources financières vers les domaines prioritaires ;
- Améliorer l'aménagement du territoire et impliquer les populations dans les prises de décisions[6].

### En république démocratique du Congo
La république démocratique du Congo (RDC)  est le pays le plus riche en ressources forestières parmi les six pays du Bassin du Congo. En superficie, la RDC  compte 234 millions d'hectares dont 181 millions hectares de forêts et 84 millions d'hectares de forêts primaires.
Les forêts et tourbières congolaises stockent  l'équivalent de 85 milliards de tonnes de dioxyde de carbone (CO2), soit à peu près l'équivalent de 3 années démission mondiale de dioxyde de carbone liée  à l'énergie.
Cependant, la RDC perd plus d'un demi-million d'hectares de forêts primaires chaque année à cause de 95 % de culture itinérante sur brûlis  qui est un moyen de substances, pour la vente de nourriture et de bois de chauffage, 5 % d'exploitation forestière, d'huile de palme, mine, routes et feux.
En ce qui concerne les alternatives aux bois de chauffage, les congolais en ont peu. En effet, seul 3,7 % des ménages ont à accès à une énergie moderne pour cuisiner.
S'ils sont étendus, l'agroforesterie et le reboisement pourront aider à répondre à la demande en nourriture et en bois de chauffage d'une manière plus durable, tout en réduisant la pression sur les forêts.

### En république du Congo
La république du Congo se situe au rang  de 169e sur les 182 pays en ce qui concerne sa vulnérabilité et de son niveau de préparation et d'adaptation au changement climatique. En 2019 et 2020, plus de 370 000 personnes ont été touchées par des extrêmes inondations, et les dérèglements du climat vont aggraver le risque  d'inondation.
En république du Congo, environ 575 000 habitent  dans des zones  forestières et tirent leurs moyens de subsistance de cet écosystème fragile, mettant ainsi à rude épreuve  la protection de la biodiversité.
La république du Congo est également un puits de carbone important :  elle absorbe 1,5 % des émissions mondiales annuelles de 2. C'est ainsi que la république du Congo a adopté  des pratiques agricoles clomato-intelligentes afin de réduire les émissions  et la vulnérabilité.
En outre, afin de lutter contre le changement climatique et la perte de la biodiversité, la république du Congo a intégré les mesures d'adaptation et d'atténuation dans la planification  du développement local et tirer pleinement parti des capacités de stockage  du carbone.

### Au Gabon
La protection des zones humides internationales est une priorité  pour le Gabon  qui est membre de la Convention Internationale sur les zones humides. Le Gabon s'est hissé en cinq ans de rang leader  mondial de la préservation  des écosystèmes marins, en portant la protection des aires marines  protégées de 1 à 26 %.
Le couvert forestier Gabonais représente 88% de la superficie du pays  et il absorbe chaque année l'équivalent du  tiers  des émissions dégagées par la France.
La création du 13 parcs  nationaux, couvrant 11 % du territoire, a contribué à préserver le couvert forestier. Plus de 60 % des forêts du Gabon font l'objet  de concessions d'exploitation. Le pays agit vigoureusement afin de créer des emplois locaux et améliorer la valeur ajoutée  de la filière forestière tout en s'efforçant de satisfaire aux critères de durabilité les plus exigeants.
Le Gabon abrite entre 60 et 70 % de la population d'éléphants de l'Afrique, une espèce en danger critique d'extinction  ainsi qu'un nombre  important de gorilles de plaines de l'Ouest  et de chimpanzés.
Le Gabon s'est doté de plans de gestion  et de corridors protégés pour les éléphants, ainsi que d'une base de données les ressources naturelles pour améliorer les processus d'aménagement du territoire d'adaptation au changement climatique.